# Spermacoce marticrovettiana
Spermacoce marticrovettiana är en måreväxtart som först beskrevs av Elsa Leonor Cabral, och fick sitt nu gällande namn av Rafaël Herman Anna Govaerts. Spermacoce marticrovettiana ingår i släktet Spermacoce och familjen måreväxter. Inga underarter finns listade i Catalogue of Life.